# 第39独立自動車化狙撃旅団
第39独立自動車化狙撃旅団（だい39どくりつじどうしゃかそげきりょだん、39-я отдельная мотострелковая бригада、39th Separate Order of the Red Banner Motor Rifle Brigade）とは、ロシア陸軍の東部軍管区に所属する機械化歩兵旅団（自動車化狙撃兵）である。
サハリン州サハリン島のホムトヴォに拠点を持つ。

## 歴史

### 設立
第39独立自動車化狙撃旅団の前身は、ブラゴヴェシチェンスク要塞地域の建設・整備を主目的とした第2独立赤旗極東軍に属する第342狙撃師団として編制された。

### 第二次世界大戦
第二次世界大戦末期の満洲侵攻にてアムール川流域に展開し、第1極東戦線の一部を担った第87狙撃軍団に編入される。

### 第二次世界大戦後
戦後直ぐに、第2極東戦線は極東軍管区として再編され、第342狙撃師団は第56狙撃師団に改名。1957年3月には歩兵連隊の自動車化・機械化が進められた事により、第56自動車化狙撃師団へと改名した。

### 冷戦後
2009年6月1日、国防省の元での軍事改革によって旅団規模へ縮小され、現在の名前となる。
この旅団はロシアのウクライナ侵攻に巻き込まれ、人員不足を補うために予定されていたシリアへの派遣を中止させられている。  旅団長のマラット・ガジバラエフ大佐は、2022年12月27日、ウクライナでロシアの司令部がウクライナの砲撃により破壊され、戦死した。

## 編制
（2021年時点）
- 旅団司令部
- 第1自動車化狙撃大隊
- 第2自動車化狙撃大隊
- 第3自動車化狙撃大隊
- 戦車大隊
- 第1砲兵大隊
- 第2砲兵大隊
- 対地ロケット砲大隊
- 対空ロケット大隊（S-300V地対空ミサイル装備）
- 対空ロケット・砲兵大隊
- 偵察大隊